# (7509) Гамзатов
(7509) Гамзатов (лат. Gamzatov) — типичный астероид главного пояса, открыт 9 марта 1977 года советским астрономом Николаем Черных в Крымской астрофизической обсерватории и 24 января 2000 года назван в честь советского и российского поэта Расула Гамзатова.

## Обнаружение и именование
(7509) Гамзатов
Открыт 9 марта 1977 года в Крымской астрофизической обсерватории Н. С. Черных.
Знаменитый поэт Расул Гамзатович Гамзатов (р. 1923) — народный поэт Дагестана.
Оригинальный текст (англ.)7509 Gamzatov
Discovered 1977 Mar. 9 by N. S. Chernykh at the Crimean Astrophysical Observatory.
Celebrated poet Rasul Gamzatovich Gamzatov (b. 1923) is the national poet of Daghestan.
Источники: 20000124/MPCPages.arc; M.P.C. 38197.

## Орбита

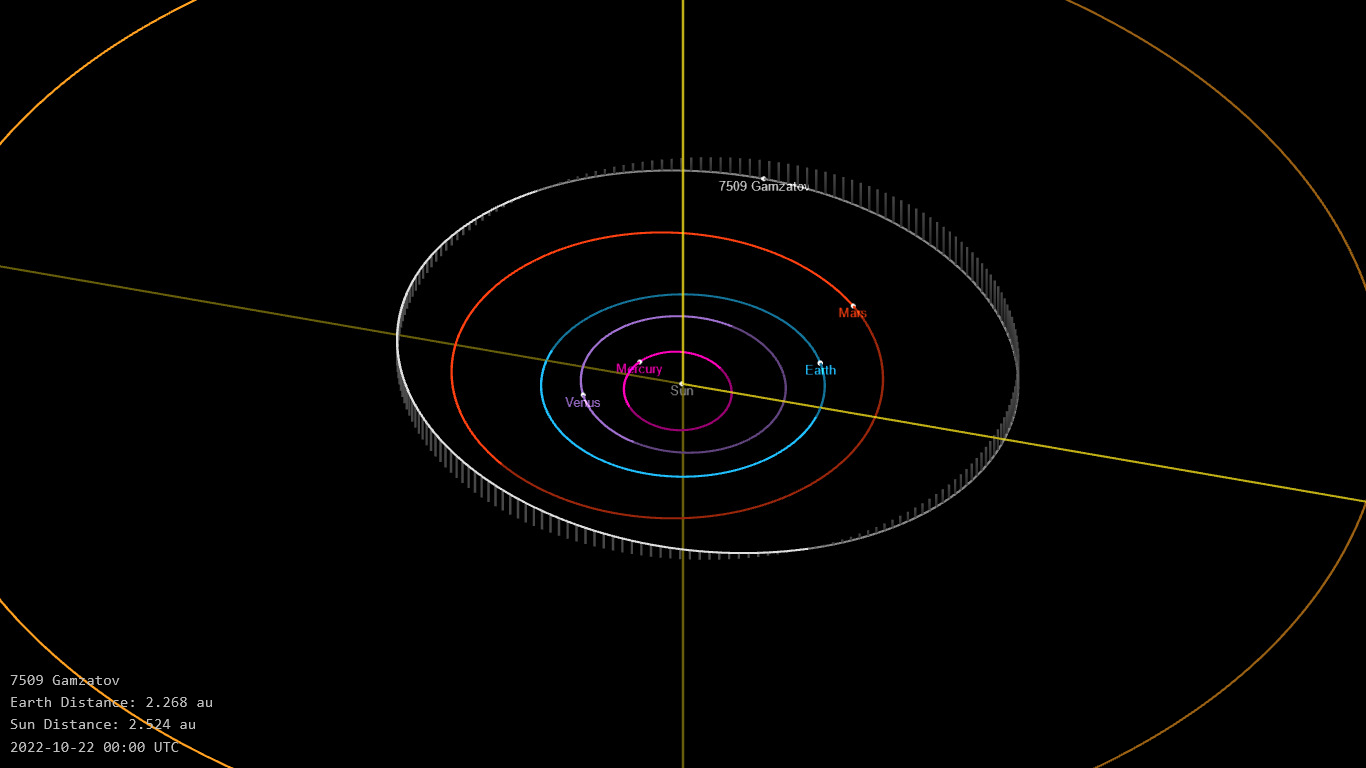
Орбита астероида Гамзатов и его положение в Солнечной системе

## Физические характеристики
Астероид относится к таксономическому классу S.
По результатам наблюдений в видимом и ближнем инфракрасном диапазоне космического телескопа NEOWISE диаметр астероида сначала оценивался равным 3,866±0,057 км, позже — 4,89±0,99 км и 3,866±0,057 км. Согласно тем же источникам альбедо оценивается как 0,4399±0,0410, 0,31±0,17 и 0,440±0,041.